# فولرتن ۱۲۸۴۶
سیارک ۱۲۸۴۶ (به انگلیسی: 12846 Fullerton، نامگذاری:1997MR) دوازده هزار و هشتصد و چهل و ششمین سیارک کشف شده‌است که در ۲۸ ژوئن ۱۹۹۷ کشف شد.